# Dong Thành
Dong Thành (giản thể: 榕城区; phồn thể: 榕城區; Hán-Việt: Dong Thành khu; bính âm: Róngchéng Qū) là một khu của địa cấp thị Yết Dương, tỉnh Quảng Đông, Trung Quốc. Dong Thành nằm ở trung bộ của đồng bằng Triều Sán, thuộc trung du lưu vực Dong Giang, và là trung tâm đô thị của Yết Dương. Dong Thành có diện tích 91,26 km², dân số năm 2007 là 394.400 người. Cư dân Dong Thành nói tiếng Triều Châu. Trên địa bàn Dong Thành có quốc lộ 206, quốc lộ 324, tỉnh lộ 1930 và tuyến đường sắt Quảng Châu-Mai Châu-Sán Đầu chạy qua.

## Hành chính
Nhai đạo
- Tân Hưng nhai đạo (新兴街道)
- Dong Hoa nhai đạo (榕华街道)
- Trung Sơn nhai đạo (中山街道)
- Tây Mã nhai đạo (西马街道)
- Dong Đông nhai đạo (榕东街道)
- Tiên Kiều nhai đạo (仙桥街道)
- Mai Vân nhai đạo (梅云街道)
- Đông Dương nhai đạo (东阳街道)
- Bàn Đông nhai đạo (磐东街道)
- Đông Thăng nhai đạo (东升街道)
- Đông Hưng nhai đạo (东兴街道)

Trấn
- Ngư Hồ trấn (渔湖镇)